# Björby träsk
Björby träsk är en insjö i Sunds kommun på Åland. Större delen ligger inom byn Björby och en mindre del i byn Rosenberg. 
Arean är 15,2 hektar och strandlinjen 2,03 kilometer. Björby träsk ligger drygt 2 meter över havet.
Avrinningen från sker åt väster i en bäck som mynnar i våtmarken Maren, en före detta sjö, fortsätter mot söder och sjön Östra Kyrksundet, sedan vidare till sjön Västra Kyrksundet som via Kloströmmen är förbunden med viken Slottssundet och innanfjärden Lumparn, som bägge utgör delar av Skärgårdshavet.